# بخش شیروان (بروجرد)
بخش شیروان یکی از بخش‌های شهرستان بروجرد استان لرستان ایران است.

## تقسیمات کشوری
- بخش شیروان
  - دهستان شیروان شرقی
  - دهستان شیروان غربی

## جمعیت
براساس سرشماری عمومی نفوس و مسکن در سال ۱۳۹۵، جمعیت بخش شیروان برابر با ۴۵۷۰۳ نفر بوده است.